# Miryam Ulinover
Miryam Ulinover (née Manya Hirshbein en 1890 à Łódź et morte assassinée par les nazis en août 1944 à Auschwitz) est une poétesse juive de langue yiddish.

## Biographie

### Sa jeunesse
Ulinover est née dans une famille juive cultivée de la petite bourgeoisie. Son père est instruit aussi bien en culture juive qu'en culture séculière. La jeune Manya va suivre des cours dans une école secondaire (mitlshul) de Łódź. En 1905, ses parents Shimen Hirshbein and Sheyndl, née Gerzon, divorcent. Encore enfant, elle effectue une visite chez son grand-père maternel, Shaye Gerzon, un  talmudiste érudit qui habite dans le shtetl de Krzepice, près de Częstochowa. Cette visite, qui semble être la seule effectuée dans un shtetl, va énormément l'impressionner, si bien que plus tard, la vie du shtetl deviendra le sujet central de sa poésie. Comme elle l'a mentionné dans une interview, sa grand-mère était une aristocrate juive et pas du tout la grand-mère à l'ancienne et folklorique qu'elle dépeint dans ses poèmes.
Encouragée par Cholem Aleikhem, lors de sa visite à Łódź en 1905, quand il lui dédicace un de ses livres en inscrivant: À une future consœur écrivaine, Myriam commence à publier à 15 ans, tout d'abord en polonais, puis en russe et en allemand. En 1912, elle épouse Wolf Ulinover, dont le père veuf a épousé la mère divorcée de Myriam. Myriam commence à travailler dans le magasin d'importation familiale, jusqu'à la naissance de sa première fille en 1915. Sa seconde fille nait en 1922. Bien qu'elle et son mari observent une vie juive traditionnelle, Myriam est au courant de la culture et de la littérature moderne yiddish.
À partir de 1915, la prose et les premiers poèmes en yiddish d'Ulinover, qu'elle considère comme trempés délibérément dans la langue du taytsh-khumesh (traduction en yiddish de la Torah), paraissent dans la presse yiddish de Łódź, les revues Folk, Yetstike tsayt, Heftn, Di yugnt, et Der yidisher zhurnalist ainsi que dans les quotidiens Lodzer tageblat et Lodzer folksblat. 

### Son livre majeurDer bobes oytser
Après avoir présenté son œuvre à David Frischmann, Ulinover commence en 1920, à publier ses poèmes dans des périodiques de Varsovie et en 1922, son livre Der bobes oytser (Le trésor de ma grand-mère) est publié dans la presse religieuse de Varsovie. Bien qu'Ulinover prépare un second livre intitulé Shabes (Shabbat), l'occupation nazie de la Pologne empêche son édition, et ce second manuscrit n'a pas survécu à la guerre. De petits extraits du livre avaient cependant été publiés en 1928, avant-guerre, dans l'anthologie d'Ezra Korman  Yidishe dikhterins (Poétesses yiddish).        

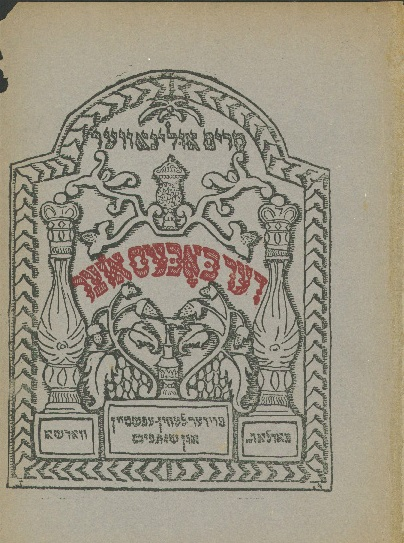
Couverture du livre Der bobes oytser

Dans son apparence, Der bobes oytser évoque les textes juifs traditionnels, contrastant avant la conception moderniste de nombreuses publications contemporaines de Varsovie. La jaquette du livre réalisée par Yoysef Zaydnbaytl, dépeint une boite à épices de havdalah et un verre de kiddouch, l'ensemble entouré de colonnes de bois sculptées et de fleurs. Les caractères sont de grandes lettres hébraïques ressemblant aux lettres manuscrites des rouleaux de Torah. Les poèmes eux-mêmes se divisent en deux cycles: Der bobes oytser (Le trésor de ma grand-mère) et Kale-yorn (Les années de mariage), et portent des titres reflétant une vie de dévotion, comme: Dos yikhes brivele (Le document généalogique), Hovdole-vayn (Le vin de la Havdalah), Di khales (Les Hallot), Der alter sider (Le vieux livre de prière), Baym taytsh-khumesh (Lecture de la Torah en yiddish), et Ester hamalke (La reine Esther).
David Frishman dans son introduction de Der bobes oytser loue le caractère authentiquement juif des poèmes d'Ulinover. Il vante ses œuvres comme si fidèles et si juives à l'inverse des poètes yiddish modernistes qui sont plus européen que l'Europe et qui écrivent des poèmes comme Les lotus fleurissent dans le Gange. Il affirme que les poèmes d'Ulinover viennent directement de la culture juive traditionnelle et que, ne manifestant aucune influence de la littérature moderne européenne, ils parlent avec la voix du peuple en étant simple comme la vie elle-même.    
Après la guerre, les lecteurs ont continué à considérer Ulinover comme naïve. Même Kadia Molodowsky, écrit en 1955 dans Der forverts sur Les grandes femmes juives que les poèmes d'Ulinover s'identifient avec Ulinover elle-même.
Après 1922, les poèmes d'Ulinover deviennent populaires dans les milieux aussi bien religieux que séculiers. Deux sont mis en musique, et plusieurs sont réimprimés dans des revues de l'école religieuse de filles Beys Yankev, ainsi que des folkshuln (écoles séculières yiddish) de Vilna et de New York. À partir des années 1920, Ulinover est active dans la vie littéraire yiddish de Łódź. Elle participe aux rencontres littéraires d'Ytshak Katzenelson, et en organise elle-même, encourageant les jeunes écrivains de milieux traditionnels tels que Chaim-Leib Fuks, Yitskhok Goldkorn, Rikudah Potash ou Mirl Erdberg, ainsi que d'autres femmes poètes.

### La Shoah
Mais dans les années 1930, les poèmes d'Ulinover tombent dans l'oubli et ne referont surface qu'après la Shoah, quand son rôle dans le ghetto de Łódź sera connu. À partir de février 1940, date à laquelle elle est internée dans le ghetto avec sa famille, jusqu'au printemps 1944, quand le ghetto est liquidé, Ulinover organise dans son appartement des réunions littéraires afin de s'opposer à la déshumanisation grandissante des Juifs. Ces réunions vont rassembler jusqu'à une quinzaine de jeunes écrivains, comme Isaïe Spiegel, Simkha-Bunim Shayevitch, Alter Shnur ou Rachmyl Briks, dont certains réussiront par miracle à survivre à la déportation. Le 18 août 1944, lors de la liquidation du ghetto, Ulinover est déportée à Auschwitz et quelques jours après son arrivée, elle est envoyée à la chambre à gaz. 
La bibliothèque Medem a publié en 2003 sous le titre: Un bonjour du pays natal/A grus fun der alter heym, une édition bilingue, yiddish-français de l'œuvre de Myriam Ulinover, avec une introduction critique de Natalia Krynicka.